# Eukleidas (Sparta)
Eukleidas (altgriechisch Εὐκλείδας Eukleídas) war ein spartanischer König aus dem Hause der Agiaden. Er herrschte von 227 bis 222 v. Chr.
Eukleidas war der Sohn des Königs Leonidas II. Er wurde nach der Ermordung des Eurypontiden Archidamos III. von seinem Bruder Kleomenes III. zum Nebenkönig erhoben, blieb aber de facto ohne Macht. Er fiel in der Schlacht von Sellasia.